# 山梨県道612号横手日野春停車場線
山梨県道612号横手日野春停車場線（やまなしけんどう612ごう よこてひのはるていしゃじょうせん）は、山梨県北杜市白州町横手から長坂町富岡まで至る一般県道である。

## 概要

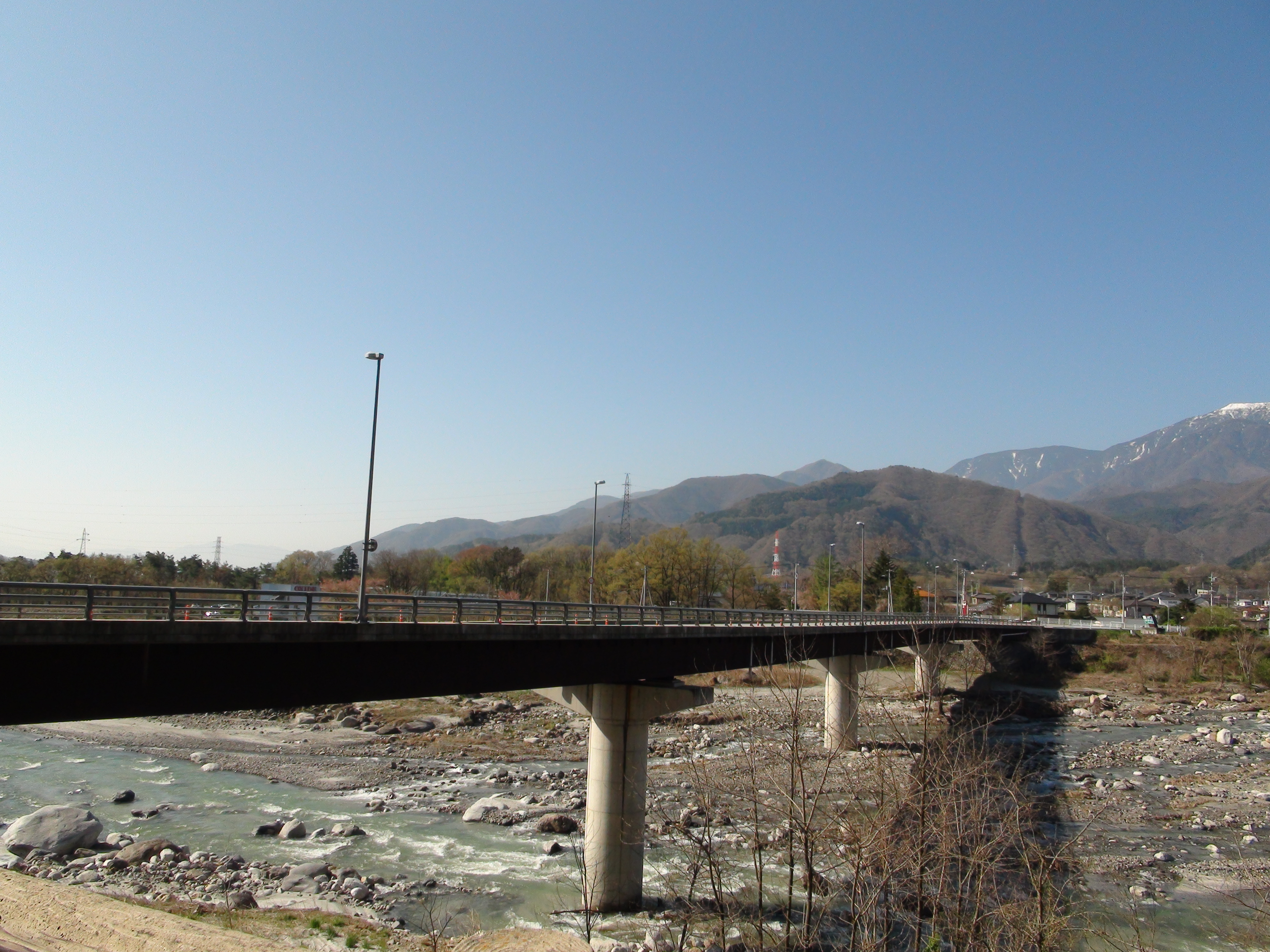
釜無川橋（2012年4月撮影）

横手郵便局の交差点を起点に武川町地区へと向かう。駒城橋を渡ると大武川に併走しながら川を下る。その後、北杜市役所武川総合支所の付近で国道20号と交わり、さらに釜無川へと進み、釜無川橋を渡り日野春駅へと至る。

### 路線データ
- 起点：山梨県北杜市白州町横手（山梨県道614号駒ヶ岳公園線交点）
- 終点：山梨県北杜市長坂町富岡（山梨県道17号茅野北杜韮崎線交点）
- 延長：約6km

## 通過する自治体
- 山梨県北杜市

## 交差・接続する道路
- 山梨県道614号駒ヶ岳公園線（北杜市白州町横手）
- 国道20号（北杜市武川町・牧原交差点）
- 山梨県道611号日野春停車場線（北杜市長坂町富岡）
- 山梨県道17号茅野北杜韮崎線

## 周辺
- 横手郵便局
- 大武川河川公園 フレンドパークむかわ
- 駒城郵便局
- 神代桜
- 北杜市立武川中学校
- 北杜市立武川小学校
- 北杜市役所 武川総合支所
- むかわの湯
- 日野春駅